# Dragon Quest VII
Dragon Quest VII: Fragments of the Forgotten Past is een computerspel ontwikkeld door Heartbeat en uitgegeven door Enix voor de PlayStation. Het rollenspel (RPG) is uitgekomen in Japan op 26 augustus 2000 en in de VS op 31 oktober 2001. In de VS verscheen het spel als Dragon Warrior VII.

## Platforms
| Jaar | Platform     | Opmerking                         |
| ---- | ------------ | --------------------------------- |
| 2000 | PlayStation  | Alleen uitgebracht in Japan en VS |
| 2013 | Nintendo 3DS | Ontwikkeld door ArtePiazza        |
| 2015 | Android, iOS | Ontwikkeld door ArtePiazza        |